# Melanie Klein
Melanie Klein (nata Melanie Reizes) (Vienna, 30 marzo 1882 – Londra, 22 settembre 1960) è stata una psicoanalista austriaca naturalizzata britannica, nota per i suoi lavori pionieristici nel campo della psicoanalisi infantile e per i contributi allo sviluppo della teoria delle relazioni oggettuali.

## Biografia

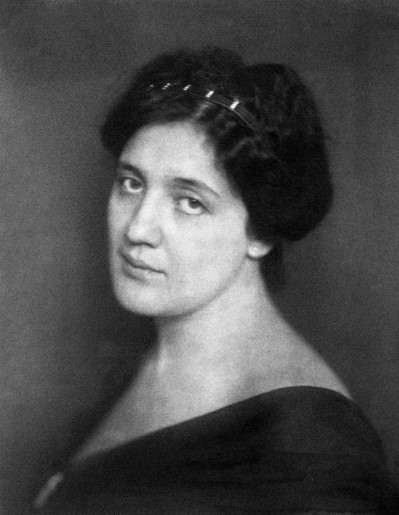
Melanie Klein nel 1912 c.

Melanie Klein nacque a Vienna il 30 marzo 1882, ultima di quattro figli. I genitori erano stati allevati come ebrei ortodossi, ma non erano praticanti. L'ambiente familiare era culturalmente vivace: il padre aveva intrapreso gli studi di medicina, la madre e il fratello maggiore erano appassionati di letteratura e di musica. La vita giovanile di Melanie fu turbata da due lutti: sua sorella Sidonie morì a soli 9 anni, e suo fratello Emanuel a 25 anni, quando Melanie ne aveva 20. Melanie intraprese gli studi di medicina dai quali si ritirò pochi anni dopo. Si sposò poco più che ventenne con Arthur Klein, un chimico industriale, da cui ebbe tre figli: Melitta (1904), Hans (1907) ed Erich (1914).
Nel 1910 seguì il marito a Budapest e lì venne in contatto con la teoria freudiana. Iniziò l'analisi, così come Imre Hermann, con Sándor Ferenczi, fratello di un collega del marito, il quale la incoraggiò ad applicare all'infanzia la tecnica analitica, fino ad allora rivolta esclusivamente a pazienti adulti. Nel 1919 lesse il suo primo lavoro, Lo sviluppo di un bambino (pubblicato successivamente in International Journal of Psycho-Analysis), davanti ai membri della Società Psicoanalitica di Budapest fondata da Ferenczi nel 1913, della quale lei stessa era divenuta socia.
Al congresso dell'Aja del 1920 conobbe Karl Abraham, fondatore del celebre Policlinico psicoanalitico di Berlino e pioniere dell'applicazione della psicoanalisi alle psicosi: nel 1924 Melanie intraprese l'analisi con il celebre psichiatra, che però morirà solo pochi mesi dopo. Nonostante i soli nove mesi dell'analisi, il pensiero dello psichiatra tedesco si rivelerà determinante nell'impostazione della teoria kleiniana.
Nel gennaio del 1921 si trasferì con i suoi tre figli a Berlino.
Anche se il divorzio della Klein dal marito è databile al 1924, la psicoanalista nelle sue note autobiografiche lo fa risalire al 1922. 
In quegli stessi anni, Anna Freud, la minore delle figlie di Sigmund, era diventata membro prima della prestigiosa Società psicoanalitica di Vienna e poi del Comitato di coordinamento, un organismo fondato da Jones per preservare l'ortodossia della psicoanalisi. Sia Anna Freud che Melanie Klein si erano dedicate alla psicoanalisi infantile e retrodateranno l'applicabilità della psicoanalisi, ma mentre la prima riteneva che non si potesse operare il transfert perché le relazioni con i genitori per il bambino e la bambina sono storia attuale, per Klein la tecnica del gioco era in grado di sostituire le libere associazioni e di svelare il mondo fantasmatico infantile. Le due metodologie di analisi e le teorie sottostanti erano palesemente conflittuali. Tale conflitto determinerà una frattura nell'ambito della giovane disciplina psicoanalitica e porrà le basi per la nascita della Psicologia dell'Io e della Teoria delle Relazioni Oggettuali.
La Società Psicoanalitica tedesca era nettamente schierata con Anna Freud, ma le idee della Klein trovarono accoglienza presso la Società Psicoanalitica Inglese, presieduta in quegli anni da Ernst Jones.  Nel 1926, su invito dello stesso Jones, Melanie si trasferì a Londra. Qui sviluppò e consolidò il suo sistema psicodinamico, pubblicando, tra l'altro, Invidia e gratitudine, uno dei suoi testi più innovativi. Morì nel 1960 all'età di 78 anni.
Il suo pensiero influì in modo determinante sugli sviluppi della teoria psicodinamica, in particolare sulla scuola delle relazioni oggettuali i cui rappresentanti più illustri, oltre alla stessa Melanie Klein, sono Ronald Fairbairn, Michael Balint e Donald Winnicott. Il pensiero di Klein verrà sviluppato dopo la sua morte dando vita alla scuola kleiniana: Herbert Rosenfeld, Donald Meltzer, Roger Money-Kyrle, Wilfred Bion, Ignacio Matte Blanco, Horacio Etchegoyen, Hanna Segal e Franco Fornari.

## La teoria
Il nucleo centrale della teoria kleiniana è la relazione: i contenuti sui quali viene investita la pulsione (oggetti parziali e totali), il conflitto energetico che ne regola il dinamismo (pulsioni di vita e di morte, invidia e gratitudine), le tappe evolutive lungo le quali si forma (la posizione schizoparanoide e la posizione depressiva) e le sue patologie (le psicosi e le nevrosi). In particolare, nel pensiero della Klein la relazione con la madre riveste un ruolo centrale e determinante per lo sviluppo psichico del bambino e, quindi, dell'adulto. Nel passaggio da un'organizzazione patologica della psiche ad un pensiero ambivalente (che, cioè, vive in modo maturo la coesistenza di qualità opposte nell'oggetto) si dimostrano fondamentali i concetti kleiniani di riparazione e invidia.

### Melanie Klein e Sigmund Freud
Pur non abbandonando l'impianto teorico di base, che poneva l'accento sul primato della pulsione, Melanie Klein introdusse, forte anche della propria esperienza diretta con i bambini, alcuni concetti che si distanziarono dalla teoria psicoanalitica classica in materia di sviluppo psichico.
Una prima distinzione riguarda la metapsicologia: mentre per Freud le istanze psichiche esposte nella seconda topica (Es – Io – Super Io) hanno un valore metaforico, nella teoria kleiniana assumono un valore concreto. La formazione stessa delle istanze psichiche è differente: mentre per Freud l'Io si "forma" in un secondo momento, in Melaine Klein l'Io esiste già dalla nascita, anche se in modo poco integrato. Proprio la presenza di questo Io primitivo rende possibile la relazione oggettuale. Nel descrivere l'Es, Klein si pone in continuità con l'ultima formulazione del concetto di libido da parte di Freud descrivendolo caratterizzato dalle pulsioni di vita e di morte e da energie libidiche ed aggressive. Anche il complesso di Edipo e la conseguente formazione del Super-Io come istanza morale e giudicante sono anticipati rispetto alla teoria freudiana: per Freud l'Edipo avviene intorno ai 4-5 anni e permette l'interiorizzazione del Super Io paterno (istanza morale), mentre la Klein pone la nascita dell'Edipo tra i 6 e i 12 mesi, come frutto della posizione depressiva (ammissione del "terzo" nella relazione duale).
Un secondo punto di distacco dalla teoria freudiana classica consiste nel fatto che in Freud tutto l'impianto dinamico poggia sul meccanismo della rimozione, mentre nella Klein è fondamentale la triade scissione – introiezione – proiezione. Il bambino, infatti, fin dalla nascita vive la drammatica conflittualità tra pulsione di morte e pulsione di vita. L'angoscia provocata dalla pulsione di morte viene separata dalla pulsione di vita (scissione) e proiettata sull'oggetto (proiezione), mentre la pulsione di vita invece viene riferita a sé (introiezione). Questa dinamica sta alla base dell'Io buono e dell'Io cattivo e porta a quella che Klein chiama "posizione schizoparanoide"
Una terza differenza va posta sul piano evolutivo: Klein considerò troppo statico il termine fase che Freud aveva utilizzato per definire le tappe dello sviluppo psicosessuale (orale, anale e fallica). Inoltre, avendo costruito un sistema teorico nel quale sono centrali le relazioni con il mondo fantasmatico durante il primo anno di vita, Klein preferì adottare il termine posizioni proprio per enfatizzare la qualità relazionale dello sviluppo della psiche.

### Larelazione oggettuale
Secondo Melaine Klein, il mondo interno del bambino è abitato dalle pulsioni di vita e di morte e popolato di oggetti: rappresentazioni interne sulle quali avviene l'investimento pulsionale. Tali rappresentazioni sono fantasmatiche, preesistenti, indipendenti dalla percezione del mondo esterno, e servono ad orientare le pulsioni istintuali.
L'oggetto parziale. Nei primi giorni di vita il bambino vive in simbiosi con la madre e non distingue il proprio corpo dal suo. Le relazioni oggettuali a questo livello sono esclusivamente intrapsichiche. Il bambino percepisce il seno materno come parziale a sé, cioè come prolungamento di se stesso, e come "parziale" rispetto alla madre, un oggetto cioè dotato di caratteristiche proprie ed onnipotenti.
L'oggetto totale. Nel passaggio dalla fase schizoparanoide a quella depressiva gli oggetti da parziali diventeranno totali, cioè separati e indipendenti dalla percezione che il bambino ha di sé.
La relazione oggettuale, quindi, è l'interazione tra le pulsioni e gli oggetti parziali e totali. Avviene principalmente a livello fantasmatico e anche nella vita adulta la relazione con gli oggetti totali verrà sempre condizionata dalla modalità con la quale si è vissuta la relazione con gli oggetti parziali.

### Leposizioni
Nella teoria psicoanalitica classica, le fasi dello sviluppo psicosessuale consistono in uno spostamento dell'investimento libidico dall'una all'altra zona erogena (la bocca, gli sfinteri e i genitali). Tale spostamento avviene in modo endogeno, secondo un determinismo fisiologico innato. Per la Klein, invece, l'Io si trova coinvolto fin dalla nascita in un drammatico conflitto tra la pulsione di vita e la pulsione di morte. Poiché la natura dell'Io è fondamentalmente relazionale, la mente adotta una posizione nei confronti degli oggetti interni che la abitano (che, come abbiamo detto, sono preesistenti e indipendenti dalla percezione esterna), investendoli dei portati della posizione di vita, della posizione di morte o di entrambe.

#### Posizione schizo-paranoide
In questa fase di sviluppo da 0 ai 4-5 mesi, le relazioni oggettuali si fondano sui meccanismi di difesa della scissione e della identificazione proiettiva. 
La posizione schizo-paranoide è quell'espressione usata da Melanie Klein (successivamente alla sola espressione "paranoide") per indicare quello stato in cui v'è una coesistenza della scissione - scissione cioè tra oggetti ideali e persecutori - e dell'angoscia persecutoria.
La Klein differisce con Freud anche riguardo all'idea dell'Io primitivo: egli lo ritenne ancora una parte esclusivamente biologica e non psicologica, capace esclusivamente di deviare all'esterno l'angoscia; la Klein ritenendo già conformato psicologicamente un Io (seppur primitivo) capace invece di proiettare la pulsione di morte.
Legato a questo v'è un'altra differenza: Freud sostenne che il bambino non è consapevole della morte, bensì solo della paura dell'evirazione; la Klein sostiene che la pulsione di morte - presente sin dalla nascita - fa sorgere il timore dell'annientamento che porta di conseguenza alla proiezione difensiva della pulsione di morte.
L'angoscia nasce dunque per lei da questo timore di annientamento e le prime difese mosse dall'Io verso questa primordiale pulsione di morte sono la scissione, proiezione e introiezione.
In questo stadio dunque la meta dell'Io è quella di introiettare l'oggetto ideale - solitamente percepito come unico - e tenere fuori gli oggetti persecutori - solitamente visti frammentati e molteplici.
È qui che si forma la posizione schizo-paranoide, utilizzata come difesa, che nasce durante la prima scissione tra un seno buono ed uno cattivo.
La Klein introduce inoltre un nuovo meccanismo, l'identificazione proiettiva, in cui ad essere introiettati nella fantasia non sono solo gli impulsi, ma anche parti del Sé e dei suoi prodotti corporali e poi proiettati su di un oggetto esterno - come ad esempio nel caso del sig. B in cui egli proiettava sul seno (oggetto esterno) la propria bocca che sadicamente morde (introiezione). Ne risulta nella sua fantasia un'immagine di "seni-arpie" che mordono.
Non solo le parti, ma anche l'intero Sé può essere proiettato in un oggetto.
Le mete di questa identificazione proiettiva possono essere molteplici: liberarsi di una parte non voluta di sé, avido possesso o svuotamento di un oggetto, controllo dell'oggetto ecc...
L'identificazione proiettiva proietta sia componenti cattive del Sé - ottenendo angosce di persecuzione - sia le parti buone, come a voler mettere al sicuro dentro all'oggetto quella parte di sé.
Il timore schizoide di amare deriva proprio da un'identificazione proiettiva in cui l'amore viene proiettato drasticamente sull'oggetto; per conseguenza l'individuo si sentirà svuotato dall'amore stesso e avrà il timore di essere controllato, visto che la parte migliore di Sé è al di fuori di lui.
Si evince dunque ad esempio che il timore già citato provato verso il corpo materno non è solo in relazione al senso di colpa derivato dal tentativo di aggressione, ma anche un'identificazione proiettiva in cui in fantasia il corpo della madre è pieno di parti del corpo del bambino.
Un'eccessiva angoscia - come al solito - può portare al contrarre alcune tra le più terribili patologie psichiche, come tutte le malattie schizofreniche, personalità schizoide e paranoide.

#### Posizione depressiva
In questa fase dello sviluppo da 5 a 12 mesi sono centrali i concetti di integrazione, elaborazione del lutto e riparazione.
Il seno onnipotentemente buono e cattivo non viene più scisso in due oggetti separati, come accadeva nella posizione schizoparanoide, ma viene sperimentato come oggetto totale, nel quale sono integrati, cioè, sia gli elementi gratificanti che quelli frustranti (integrazione). Si passa così da un mondo oggettuale totalmente fantasmatico ad una conciliazione delle percezioni interiori con gli attributi reali dell'oggetto. Il pensiero da onnipotente diventa ambivalente.
Tale posizione coincide con il periodo dello svezzamento. Il bambino si scopre dipendente dalla madre per la soddisfazione dei propri bisogni, ma allo stesso tempo sperimenta l'impotenza perché non può trattenerla sempre con sé. Sviluppa così un atteggiamento depressivo. Tale depressione, come già aveva scritto Freud, è la stessa che caratterizzerà il lutto: il bambino interpreta lo svezzamento come perdita del seno buono, dal quale deve necessariamente separare la propria identità, se vuole sopravvivere, allo stesso modo in cui chi perde una persona cara deve disinvestire i legami libidici per reinvestirli in altri o in altro. La Klein colloca in questa fase la nascita del simbolo inteso come sostituto dell'oggetto sul quale il bambino può scaricare le pulsioni 
libidiche ed aggressive senza temere di danneggiare il seno buono.
In questa fase, quindi, il bambino inizia a percepire non solo che il seno è altro da sé ma anche che è presente un terzo, ovvero il padre. Nella teoria kleiniana il ruolo del padre è fortemente relativizzato. Il Super Io, infatti, nasce da questo riconoscimento della dualità e dell'indipendenza della madre da sé e non dall'antagonismo con il padre. Anche la formazione stessa di questa istanza si configura come il portato della riparazione. Il bambino, che durante la fase schizoparanoide ha aggredito e tentato di distruggere il seno cattivo, riconosce ora che il seno buono coincide con quello cattivo, per cui viene sopraffatto dal senso di colpa che lo spinge a riparare l'oggetto che prima ha sciupato e danneggiato. Interiorizzando le norme che regolano la distruttività interiore il bambino si assicura che l'oggetto amato non verrà più sciupato. Nasce così il Super Io.

### Invidia e psicopatologia
Melaine Klein sviluppò i concetti di invidia e gelosia negli ultimi anni della sua vita (Invidia e gratitudine, 1957), e in essi è possibile leggere una sintesi originale del suo pensiero. Tali concetti le costarono non poche critiche nell'ambiente psicoanalitico. Innanzitutto va distinta l'invidia dalla gelosia: la gelosia si fonda sull'amore (pulsione di vita) che vorrebbe l'oggetto gratificante tutto per sé e, conseguentemente, desidererà la distruzione di tutto ciò che si frappone a questo possesso.
L'invidia, invece, è un portato della pulsione di morte: non potendo possedere le caratteristiche ambite dell'oggetto, il bambino ne desidera la distruzione. L'invidia, afferma Melaine Klein, è un'energia distruttiva la cui quantità è biologicamente determinata. Nella fase schizoparanoide il seno è ritenuto onnipotentemente buono (gratificazione), ma anche onnipotentemente malvagio (frustrazione).
Quando l'oggetto nutre e sostiene i bisogni del bambino, il bambino prova gratitudine, quando invece si nega scatena il sentimento dell'invidia. L'armonizzazione dei due sentimenti è alla base di un Io integrato e stabile.
Bisogna ancora una volta sottolineare che, per Klein, la relazione oggettuale, sana o patologica che sia, avviene a livello fantasmatico, cioè indipendentemente dalle qualità reali della relazione con la figura materna. Se è vero che un ambiente di deprivazione affettiva predispone alla patologia, non è detto però che la patologia nasca da una reale madre incurante o malvagia. Donald Winnicott riprenderà questi concetti kleiniani sviluppando la teoria di reale deprivazione o ambivalenza da parte della madre come fattore determinante la patologia psichica.
Dal conflitto tra la pulsione di vita e la pulsione di morte, dunque, dipende la sanità psichica o l'insorgenza della psicosi nel soggetto. Se prevalgono le esperienze di amore (gratitudine) il bambino svilupperà un Sé integrato ed equilibrato. Se invece le angosce persecutorie e l'invidia non vengono controbilanciate da esperienze positive, il bambino svilupperà una psicopatologia. Più precisamente, se fallisce il passaggio dall'oggetto parziale all'oggetto totale, il bambino vivrà in un mondo di oggetti scissi, terrorizzato dall'oggetto persecutorio, non sarà capace di mentalizzare e svilupperà quindi una psicosi. Se invece fallisce l'elaborazione del lutto e la riparazione durante la posizione depressiva il bambino potrà sviluppare o una nevrosi o, se adotta la difesa maniacale e riattiva le dinamiche della posizione schizoparanoide, una psicosi.

## L'eredità kleiniana
Le innovazioni apportate al pensiero psicoanalitico da Melaine Klein scatenarono in breve tempo una disputa fra scuole di pensiero, rappresentata da due opposte fazioni: da un lato c'era Anna Freud che, oltre a "difendere" l'eredità paterna, contestava l'idea di una "analizzabilità" in senso adulto dei bambini molto piccoli; dall'altra parte c'era Klein che, avendo "anticipato" le principali fasi e competenze dello sviluppo infantile, sosteneva una piena analizzabilità dei bambini e proseguiva per una visione nettamente relazionale della psicoanalisi. Seppur troppo enfatizzato dagli storici, questo dibattito portò ad una scissione netta nella scuola psicoanalitica. A seguire direttamente Klein furono molti giovani studenti, ai quali era richiesto di scegliere come "supervisore" uno di orientamento kleiniano o freudiano. Indirettamente (grazie all'incontestabile forza delle sue teorie), il pensiero kleiniano influenzò molti altri autori, definiti dalla Storia della Psicologia come "Scuola di Mezzo" (Fairbairn, Winnicott, Balint), nel senso che non si schierarono né da una parte, né dall'altra nella propria formazione, anche se è evidente l'eredità lasciata da Klein nella loro impostazione teorica, soprattutto metapsicologica.

### Non c'è pulsione senza oggetto
Il grande merito di Melanie Klein sta senza dubbio nell'accento posto sulla natura relazionale della pulsione: Freud aveva sviluppato l'idea di una pulsione prettamente "autoerotica", nella misura in cui l'individuo si "serviva" dell'ambiente per ricevere piacere o gratificazione. Per la Klein la pulsione senza oggetto non esiste, neppure il narcisismo ne è esente, dal momento che si tratta di una relazione con oggetti interiorizzati. Gli affetti primari dell'amore, dell'odio, dell'angoscia, sono perciò relazionali ab initio (Klein, 1952), poiché è la relazione, la presenza reale o fantasmatica di un oggetto, l'obiettivo principale della pulsione (anziché l'appagamento di per sé). Questa concettualizzazione fu preziosa per i futuri sviluppi della psicoanalisi, che si "spostò" rapidamente da una concezione pulsionale ad una totalmente relazionale, a volte "dimenticando" completamente la pulsione così come era intesa anche dalla stessa Klein. L'eredità kleiniana è così osservabile nelle teorie di Fairbairn, Winnicott e altri, nonché nelle teorie sistemiche, in quelle dell'attaccamento di John Bowlby e in altri approcci più o meno psicoanalitici che apparentemente scavalcarono l'intero impianto teorico di questa autrice.

### Il mondo interno
Spostando l'attenzione dalla pulsione come autoerotismo alla relazione oggettuale, Melanie Klein propose un originale modello di "mente", anche se sostanzialmente sovrapponibile. Relazionandosi con oggetti esterni, la mente si popola di oggetti (parziali o totali) di tutti i tipi, intesi come simboli dell'oggetto e delle sue qualità affettive. La mente, dunque, diventa un contenitore di oggetti simbolizzati che danno origine a pulsioni e sentimenti via via più complessi, e che spiegano l'origine del pensiero. Quest'ultimo aspetto è stato ampiamente e genialmente sviluppato da un allievo della Klein, Wilfred Bion, a tutt'oggi considerato uno dei più originali teorici della mente.

## Opere
- The Development of a Child, 1921
- The Role of School in the Libidinal Development of the Child, 1923
- Infant Analysis, 1923
- Symposium on Child-analysis, 1925
- The Psychological Principles of Infant Analysis, 1926
- Communication: Note on the Preceding Communication, 1928
- Early Stages of the Oedipus Conflict, 1928
- Infantile Anxiety-situations Reflected in Art, Creative Impulse, 1929
- Personification in the Play of Children, 1929
- The Importance of Symbol-Formation in the Development of the Ego, 1930
- A Contribution to the Theory of Intellectual Inhibition, 1931
- The Psycho-Analysis of Children, 1932
  - La psicoanalisi dei bambini, a cura di Lyda Zaccaria Gairinger, Firenze: Martinelli, 1969, 19882
  - La psicoanalisi dei bambini, a cura di H. A. Thorner e Alix Strachey, Milano: Fabbri, 2007
- A Contribution to the Psychogenesis of Manic-depressive States, 1935
- Mourning and Its Relation to Manic-depressive States, 1940
- The Oedipus Complex in the Light of Early Anxieties, 1945
- Notes on Some Schizoid Mechanisms, 1946
- A Contribution to the Theory of Anxiety and Guilt, 1948
- Contributions to Psychoanalysis 1921-45, introduction by Ernest Jones, 1948
  - Scritti 1921-1958, Torino: Boringhieri, 1978; Torino: Bollati Boringhieri, 1990
  - Il crimine del bambino (antologia con contributi di Fritz Redl e David Wineman), Torino: Bollati Boringhieri, 1996
- On the Criteria for the Termination of a Psychoanalysis, 1950
- On the Bringing Up of Children, 1952
- The Mutual Influences in the Development of Ego and Id, 1952
- The Origins of Transference, 1952
- Developments in Psychoanalysis (con P. Heimann, S. Isaacs e Joan Riviere), 1952
- Love, Hate, and Reparation (con Joan Riviere), 1953
  - Amore, odio e riparazione, Roma: Astrolabio, 1969
- New Directions in Psycho-Analysis. The Significance of Infant Conflict in the Pattern of Adult Behaviour (con Paula Heimann e Roger E. Money-Kyrle), 1955
  - Nuove vie della psicanalisi. il significato del conflitto infantile nello schema del comportamento dell'adulto, introduzione di Emilio Servadio, Milano: Il Saggiatore, 1966
  - Fantasmi, gioco e società, a cura di Franco Fornari, Milano: Il Saggiatore, 1976
- A Study of Unconscious Sources, 1957
- Envy and Gratitude: A Study of Unconscious Forces, 1957
  - Invidia e gratitudine. presentazione di Anteo Saraval, Firenze: Martinelli, 1969; Firenze: Giunti, 2012
- On the Development of Mental Functioning, 1958
- Our Adult World and Its Roots in Infancy, 1959
- A Note on Depression in the Schizophrenic, 1960
- Narrative of a Child Analysis. The Conduct of the Psychoanalysis of Children as Seen in the Treatment of a Ten-Year-Old Boy, 1961
  - Analisi di un bambino. Il metodo della psicoanalisi dei bambini esaminato attraverso il trattamento di un fanciullo di dieci anni, Torino: Boringhieri, 1971
- Our Adult World and Other Essays, 1963
  - Il nostro mondo adulto ed altri saggi, Firenze: Martinelli, 1972
- The Writings of Melanie Klein, 1975
  - Aggressività, angoscia, senso di colpa 1927-52, prefazione di Giorgio Meneguz, Torino: Bollati Boringhieri, 2012
  - Il complesso edipico 1928-45, prefazione di Franco De Masi, Torino: Bollati Boringhieri, 2012
  - Il mondo interno del bambino 1952-58, prefazione di Giorgio Meneguz, Torino: Bollati Boringhieri, 2012
  - I primi stadi dello sviluppo infantile 1935-46, prefazione di Franco De Masi, Torino: Bollati Boringhieri, 2012
  - Lo sviluppo libidico del bambino 1921-23, prefazione di Franco De Masi, Torino: Bollati Boringhieri, 2013
- The Freud-Klein Controversies 1941-45 (a cura di Pearl King e Riccardo Steiner), 1992